# Mahdistupproret
Mahdistupproret var namnet på en islamiskt religiös och politisk rörelse i Sudan under Muhammed Ahmed al-Mahdi, från omkring år 1881 till 1899. Rörelsen strävade efter ett självständigt Sudan, som då tillhörde Egypten. Man ville avskaffa det då växande västerländska inflytandet och upprätta en islamisk teokrati. Under ett och ett halvt decennium kontrollerade mahdistregimen, Mahdiyah, hela Sudan.

## Historia
Muhammed Ali av Egypten hade erövrat Sudan 1822 och anlagt Khartoum, och hans son Ibrahim Pascha flyttade Egyptens gränser ända till närheten av Victoriasjön. Sedan 1882 var Egypten ett brittiskt protektorat med en osmansk vicekung. 
Ett växande missnöje med det egyptiska inflytandet, höga skatter och krav på slaveriets avskaffande, ledde fram till Mahdistupproret. Upprorets start 1881 hade noggrant förberetts av den religiöse svärmaren Muhammed Ahmed och tog turkarna med överraskning, han proklamerade sig samma år som mahdi och utropade det heliga kriget mot sina motståndare, främst regeringen i Kairo.
Sudans generalguvernör Rauf Pascha försökte först med 200 man och en kanon få bukt på Muhammed. På kvällen den 11 augusti 1881 anlände trupperna på en ångare till Muhammeds ö Abba i Vita Nilen. De omringade och besköt hyddorna. Men mahdin låg med sitt folk, som ännu inte hade några skjutvapen, i bakhåll och störtade fram i mörkret ur det höga gräset. Båda kompanierna nedhöggs nästan fullständigt, bara några få soldater nådde simmande stranden.
Trots denna seger beslutade mahdin att utvandra till Kordofan. Han kom fram till Djebel Gedir och mötte där en krigartrupp utsänd från Fashoda som han nedgjorde i grund. I maj 1882 skickade regeringen från Khartoum en här på 6 000 man efter honom. Dessa segervana trupper, som nyss erövrat Darfur, hyste så låga tankar om mahdisternas krigsduglighet att de inte vidtog det i Sudan vanliga försiktighetsmåttet att nattetid skydda sitt läger med en törnförhuggning. En natt blev de överfallna och skingrade.
I början av september 1882 visade sig Muhammed framför al-Ubayyid. Köpmännen i denna stad hade redan underhandlat med honom, men den turkiska besättningen satte sig till motvärn. Sedan det första anfallet tillbakaslagits inneslöt mahdin staden och den 18 januari 1883 tvingades den ge sig. Al-Ubayyid blev nu Muhammeds residens.
I Egypten hade under tiden det engelska protektoratet blivit upprättat, och nu skickades William Hicks med 10 000 man egyptiska trupper till Sudan. Hären, som åtföljdes av 6 000 kameler och var demoraliserad genom muslimernas missnöje med det engelska herraväldet, ryckte så långsamt fram att mahdin i lugn och ro hann rusta sig till försvar. Den 3 november 1883 mötte han egypterna vid Birket ungefär 60 km sydöst om al-Ubayyid. Hans första angrepp på lägret slogs tillbaka, men följande morgon överföll han hären under marschen och slog den fullständigt.
1884 ryckte Muhammed Ahmed fram mot Khartoum. Generalguvernören över Sudan Charles George Gordon befann sig i Khartoum när den egyptiska regeringen beslöt utrymma Sudan och dra tillbaka trupperna därifrån. Khartoum erövrades av mahdisterna 30 januari 1885 varvid Gordon mördades. Sudans evakuering slutfördes. Mahdisterna var nu herrar i hela Sudan.
1886-89 inriktade mahdisterna sig mot Abessinien, och erövrade stora delar av landet, men slogs tillbaka av italienarna i Eritrea 1893. Man vågade sig dock inte på något anfall mot Egypten.   
1896 ledde Herbert Kitchener de egyptiska trupperna, som var förstärkta med en engelsk expeditionskår, mot mahdistera för att söka återvinna Sudan, och mahdistregimen var slutligen besegrad 1898. Enligt en konvention av den 19 januari 1899 sköttes därefter förvaltningen av landet söder om 22:a breddgraden till Uganda och Belgiska Kongo av Egypten och Storbritannien gemensamt, under namnet Anglo-egyptiska Sudan. En effekt av detta blev att slaveriet avskaffades.